# Habronestes
Genre
Habronestes est un genre d'araignées aranéomorphes de la famille des Zodariidae.

## Distribution
Les espèces de ce genre sont endémiques d'Australie.

## Liste des espèces
Selon World Spider Catalog (version 17.5, 18/10/2016) :
- Habronestes archiei Baehr, 2008
- Habronestes australiensis (O. Pickard-Cambridge, 1869)
- Habronestes bicornis Baehr, 2003
- Habronestes bispinosus Baehr & Raven, 2009
- Habronestes boq Baehr, 2008
- Habronestes boutinae Baehr & Raven, 2009
- Habronestes bradleyi (O. Pickard-Cambridge, 1869)
- Habronestes braemar Baehr, 2008
- Habronestes calamitosus Jocqué, 1995
- Habronestes clausoni Baehr, 2008
- Habronestes dickmani Baehr, 2008
- Habronestes diocesegrafton Baehr, 2008
- Habronestes driesseni Baehr & Raven, 2009
- Habronestes driscolli Baehr, 2003
- Habronestes drummond Baehr, 2008
- Habronestes epping Baehr & Raven, 2009
- Habronestes gallowayi Baehr, 2008
- Habronestes gayndah Baehr, 2008
- Habronestes giganteus Baehr, 2003
- Habronestes grahami Baehr, 2003
- Habronestes grayi Baehr, 2003
- Habronestes grimwadei (Dunn, 1951)
- Habronestes gumbardo Baehr, 2008
- Habronestes hamatus Baehr, 2003
- Habronestes hebronae Baehr, 2003
- Habronestes helenae Baehr, 2003
- Habronestes hickmani Baehr & Raven, 2009
- Habronestes hooperi Baehr, 2008
- Habronestes hunti Baehr, 2003
- Habronestes jankae Baehr, 2008
- Habronestes jocquei Baehr, 2003
- Habronestes longiconductor Baehr, 2003
- Habronestes macedonensis (Hogg, 1900)
- Habronestes minor Baehr, 2003
- Habronestes monocornis Baehr, 2003
- Habronestes piccolo Baehr, 2003
- Habronestes pictus (L. Koch, 1865)
- Habronestes powelli Baehr, 2008
- Habronestes pseudoaustraliensis Baehr, 2003
- Habronestes raveni Baehr, 2003
- Habronestes rawlinsonae Baehr, 2003
- Habronestes striatipes L. Koch, 1872
- Habronestes tasmaniensis Baehr & Raven, 2009
- Habronestes thaleri Baehr & Raven, 2009
- Habronestes tillmani Baehr, 2008
- Habronestes toddi (Hickman, 1944)
- Habronestes ulrichi Baehr, 2008
- Habronestes ungari Baehr, 2003
- Habronestes weelahensis Baehr, 2003
- Habronestes wilkiei Baehr, 2003

## Publication originale
- L. Koch, 1872 : Die Arachniden Australiens. Nürnberg, vol. 1, p. 105-368 (texte intégral).